# Aktiengesellschaft (Niederlande)
Die naamloze vennootschap, abgekürzt N.V. oder NV, ist die niederländische Rechtsform für eine Aktiengesellschaft. Wörtlich übersetzt bedeutet der Name ‚Namenlose Partnerschaft‘ (vgl. mit der S.A., der Aktiengesellschaft in französisch, spanisch oder portugiesisch geprägten Rechtsräumen – Société Anonyme, Sociedad Anónima, Sociedade anónima), da im Gegensatz zur besloten vennootschap (B.V. oder BV), welche der GmbH ähnelt, die Gesellschafter nicht namentlich bekannt sein müssen.
Die NV ist in den Artikeln 64 bis 174a des zweiten Buches des Burgerlijk Wetboek (BW) als eine in der Haftung beschränkte juristische Person, deren Kapital in Inhaberaktien (Aandelen aan toonder) oder Namensaktien (Aandelen op naam) aufgeteilt ist, definiert. Grundsätzlich sind die Aktien frei übertragbar, allerdings kann dieses Recht eingeschränkt werden. Das Mindestkapital zur Gründung einer NV beträgt 45.000 Euro. Die Gründung ist nur über einen Notar möglich. Außerdem ist ein Eintrag in das bei der Handelskammer (Kamer van Koophandel) geführte Handelsregister obligatorisch.
Die Organe einer NV sind mindestens die Hauptversammlung (algemene vergadering) und der Vorstand (raad van bestuur/directie). Die Einrichtung eines Aufsichtsrats (raad van commissarissen) (Buch 2 Artikel 140 BW) ist grundsätzlich optional, unter Umständen aber auch eine Pflicht (Buch 2 Artikel 154 und 158 BW). Der Vorstand kann aus einer oder mehreren Personen bestehen. Die Vorstandsmitglieder sind mit der täglichen Geschäftsführung der NV beauftragt (Buch 2 Artikel 129 BW).